# 파디샤

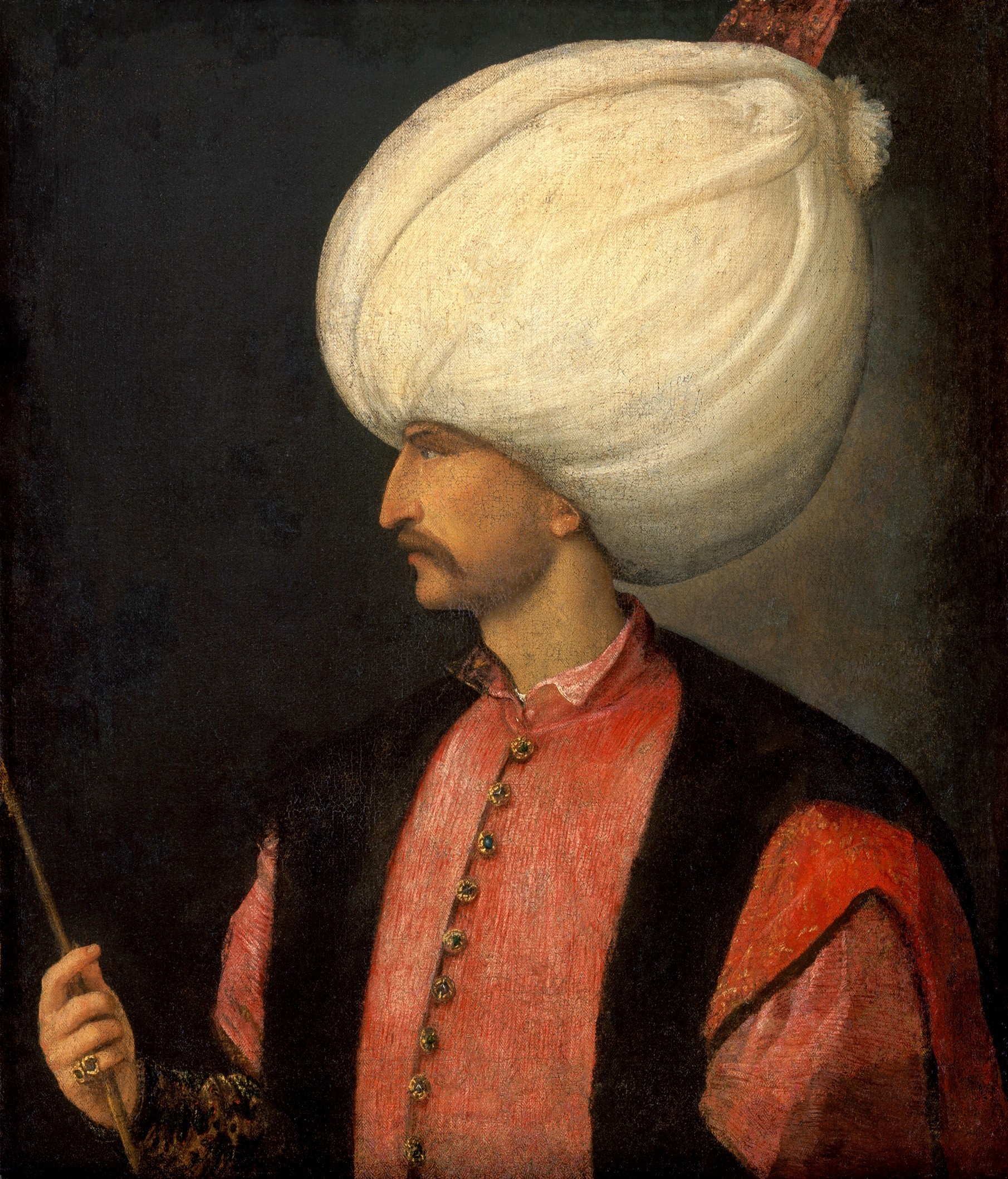

파디샤(پادشاه)는 무굴 제국, 오스만 제국, 이란을 비롯해서 여러 이슬람 국가가 황제를 의미하는 칭호로 쓰였다. 다른 말로는 페르시아 제국에서는 샤한샤를 제호로 차용했다.

## 같이 보기
- 카간
- 차르
- 네구스
- 카이저